# 21965 Dones
21965 Dones (tên chỉ định: 1999 VO213) là một tiểu hành tinh vành đai chính. Nó được khám phá thông qua Chương trình nghiên cứu đối tượng gần Trái Đất của đài thiên văn Lowell ở Anderson Mesa Station ở Coconino County, Arizona, ngày 13 tháng 11 năm 1999. Nó được đặt theo tên Henry C. "Luke" Dones, một nhà thiên văn học ở Học viện nghiên cứu Tây Nam ở Boulder, Colorado.